# Trono del Dragone

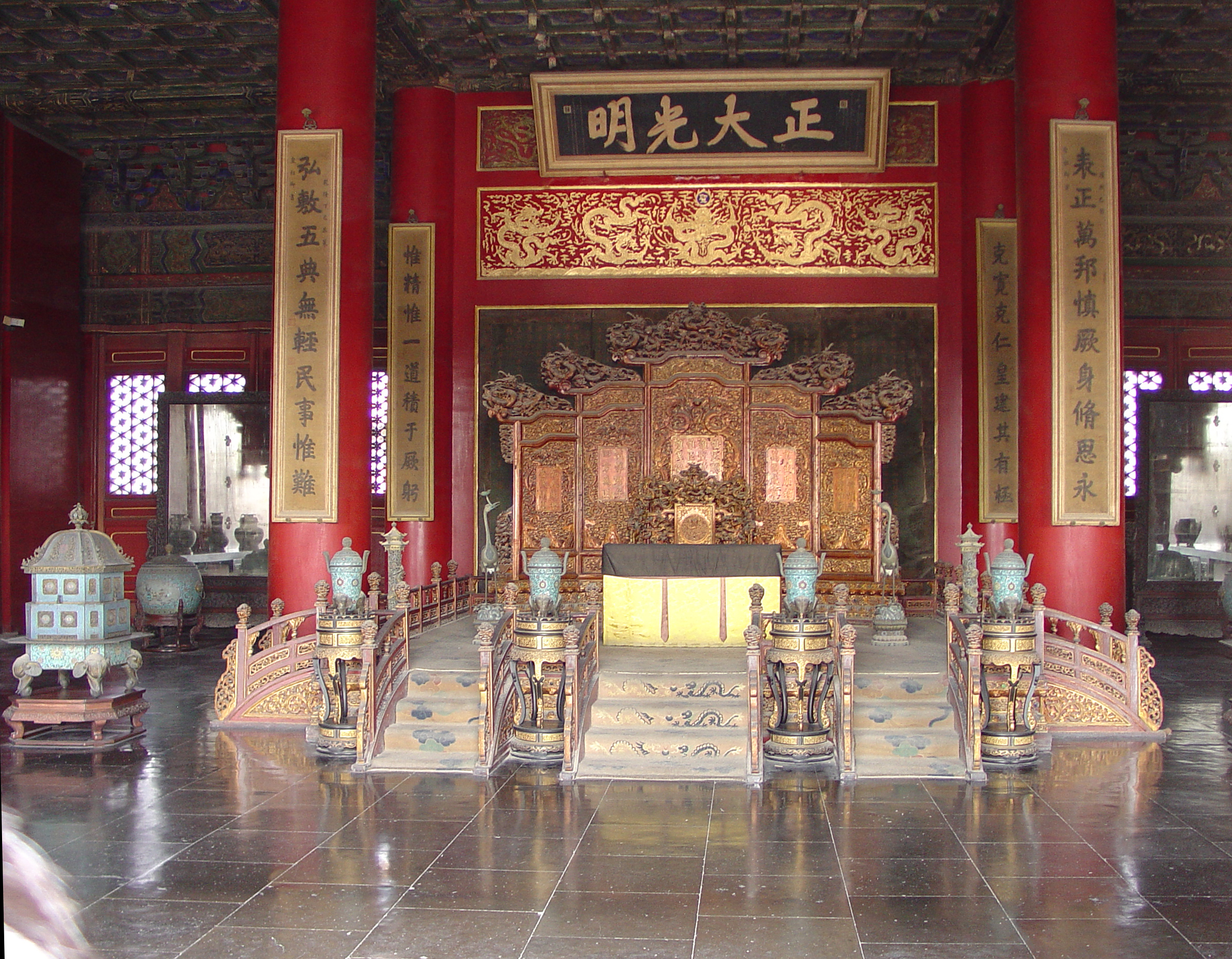
Il trono dell'imperatore venne innalzato al centro della Città Proibita, come per rappresentare egli stesso il centro del mondo. La serie di porte e passaggi che il visitatore doveva attraversare prima di raggiungerlo erano anch'esse un mezzo per suscitare stupore.

Il Trono del Dragone è un'espressione occidentale usata per identificare il soglio cinese. Dato che il dragone era l'emblema della potenza imperiale della Cina, il trono dell'imperatore, che era considerato il tramite tra il Cielo e il popolo, fu letterariamente riconosciuto come "il Trono del Dragone". È stato anche utilizzato per riferirsi a diversi altri seggi, come per le sedi di varie strutture della Città Proibita di Pechino, o negli appartamenti dell'Antico Palazzo d'Estate. In senso astratto, il "Trono del Drago" si riferisce anche retoricamente al capo dello Stato e alla monarchia stessa. Daoguang si riferiva al suo trono come "l'utensile divino". 

## Sede dello Stato
Il dragone era il simbolo principale, recato nello stendardo e in altre insegne imperiali, includendo il trono. Il drago, che si riteneva avesse il potere di rendersi invisibile e apparire ogni qual volta, descriveva perfettamente, come factotum, gli incarichi e la Virtù che erano considerate come delle prerogative dell'imperatore cinese.  Per questo la Grande Cattedra di Stato fu denominata il "Trono del Dragone".
Il termine può essere utilizzato per riferirsi ad una specifica sede di Stato: la "Padiglione della Suprema Armonia" (conosciuta anche come la "Sala della Pace Suprema"). Il manufatto vero e proprio era utilizzato solo dall'Imperatore.